# Pfarrkirche Jahrings

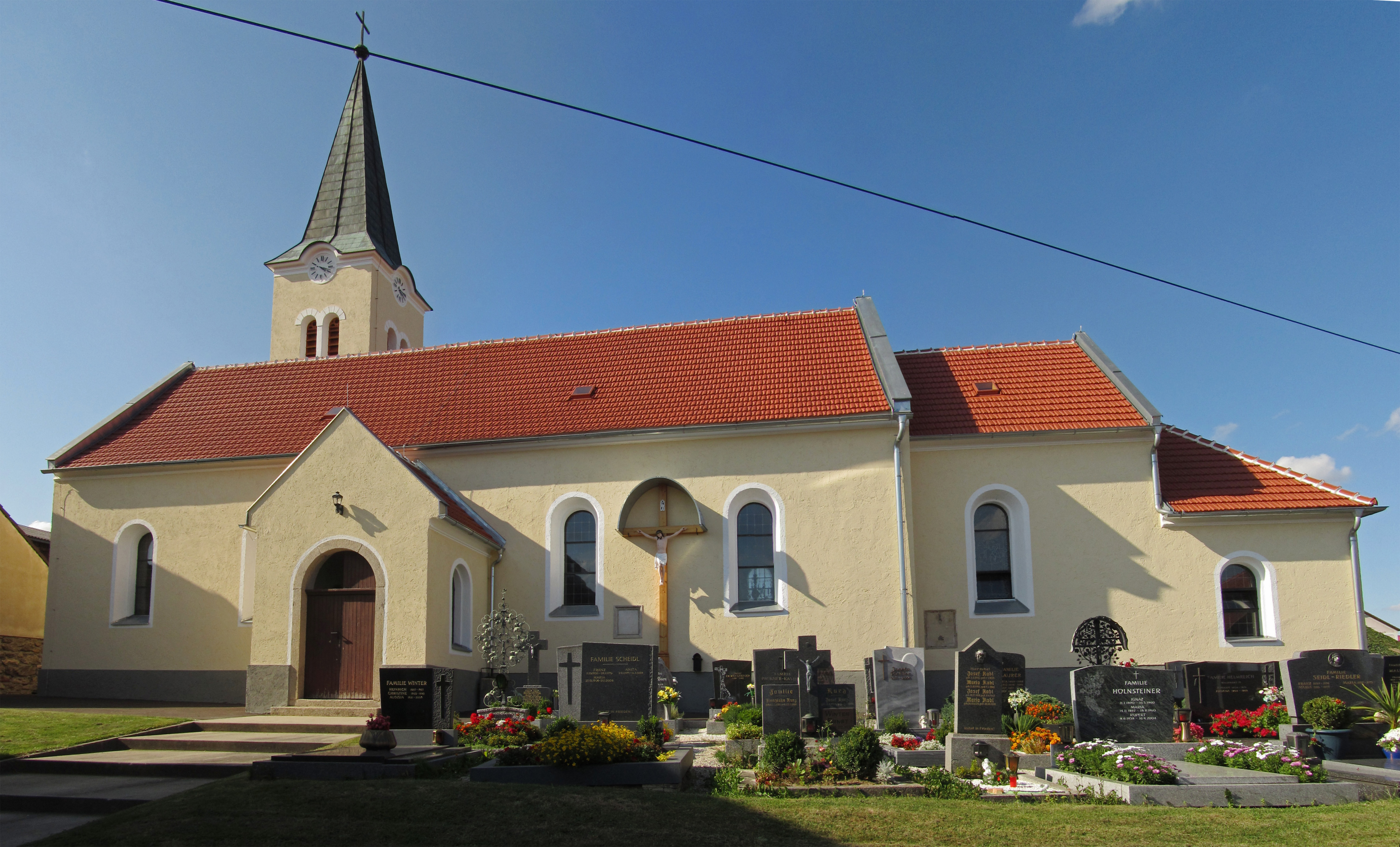
Pfarrkirche Jahrings

Die römisch-katholische Pfarrkirche St. Michael in der niederösterreichischen Ortschaft Jahrings ist eine josephinische Saalkirche, die 1784 vermutlich auf den Fundamenten eines Vorgängerbaus errichtet, 1873 nach Westen verlängert und 1874 mit einem Turm ausgestattet wurde. Das von einem Friedhof umgebene Bauwerk steht unter Denkmalschutz (Listeneintrag). Jahrings wurde 1330 zum ersten Mal zur Pfarre erhoben. Ab 1783 war es eine selbständige Lokalkaplanei. Die heutige Pfarre besteht seit 1891 und gehört zum Dekanat Zwettl.

## Beschreibung
An das schlichte Langhaus mit glatter Giebelfront schließen im Osten ein quadratischer, leicht eingezogener Chor und die Sakristei an. Der Turm hat an der West- und an der Nordseite gekuppelte Rundbogenfenster und wird von einem Spitzhelm bekrönt. Das fünfjochige Langhaus hat innen queroblonge Platzlgewölbe zwischen Gurtbögen. Darunter erhebt sich ein rundbogiger Triumphbogen. Die Musikempore ruht auf Holzpfeilern. Der Chor ist annähernd quadratisch und hat, wie auch das Langhaus, ein Platzlgewölbe. Das Hochaltarbild, ein Werk von Sepp Zöchling aus dem Jahr 1976, wird von barocken Figuren der Heiligen Petrus und Paulus aus dem Jahr 1752 flankiert. Sie wurden vom ehemaligen Hochaltar der Pfarrkirche Friedersbach hierher übertragen. Das Taufbecken wird in das späte 17. bis frühe 18. Jahrhundert datiert. Die Orgel wurde 1906 von Franz Capek gebaut. Die Glocken wurden in den Jahren 1811, 1953 und 1954 gegossen.
Am Friedhof sind zwei klassizistische Grabsteine aus der ersten Hälfte des 19. Jahrhunderts zu sehen.